# Kasachische Nationalbank
Die Kasachische Nationalbank (kasachisch Қазақстан Республикасының Ұлттық Банкі Qazaqstan Respublikasynyñ Ūlttyq Bankı, russisch Национальный банк Республики Казахстан) ist die Zentralbank der Republik Kasachstan.
Ihr Hauptsitz befindet sich in Astana.

## Allgemeines
In Kasachstan besteht ein zweistufiges Bankensystem. Es ist das am höchsten entwickelte Bankensystem innerhalb Zentralasiens. Die Nationalbank stellt die obere, die übrigen Banken stellen die untere Stufe dieses Systems dar.
Innerhalb ihrer gesetzlichen Befugnisse handelt die Nationalbank eigenständig. Sie koordiniert ihre Tätigkeiten mit der kasachischen Regierung, berücksichtigt deren Wirtschaftspolitik und unterstützt deren Ausführung, sofern dies nicht mit ihren Hauptfunktionen und ihrer eigenen Wirtschaftspolitik in Konflikt tritt. Sie repräsentiert die Interessen der Republik Kasachstan in Beziehungen mit Zentralbanken, in- und ausländischen, sowie internationalen Banken und anderen Finanz- und Kreditorganisationen.
Der Chef der Nationalbank wird vom kasachischen Präsidenten mit Zustimmung des Senats ernannt und entlassen. Seit 2015 ist Danijar Aqyschew der Vorsitzende der Nationalbank.

## Geschichte
Kasachstan erklärte am 16. Dezember 1991 seine Unabhängigkeit von der Sowjetunion. Die Kasachische Nationalbank wurde am 13. April 1993 gegründet.

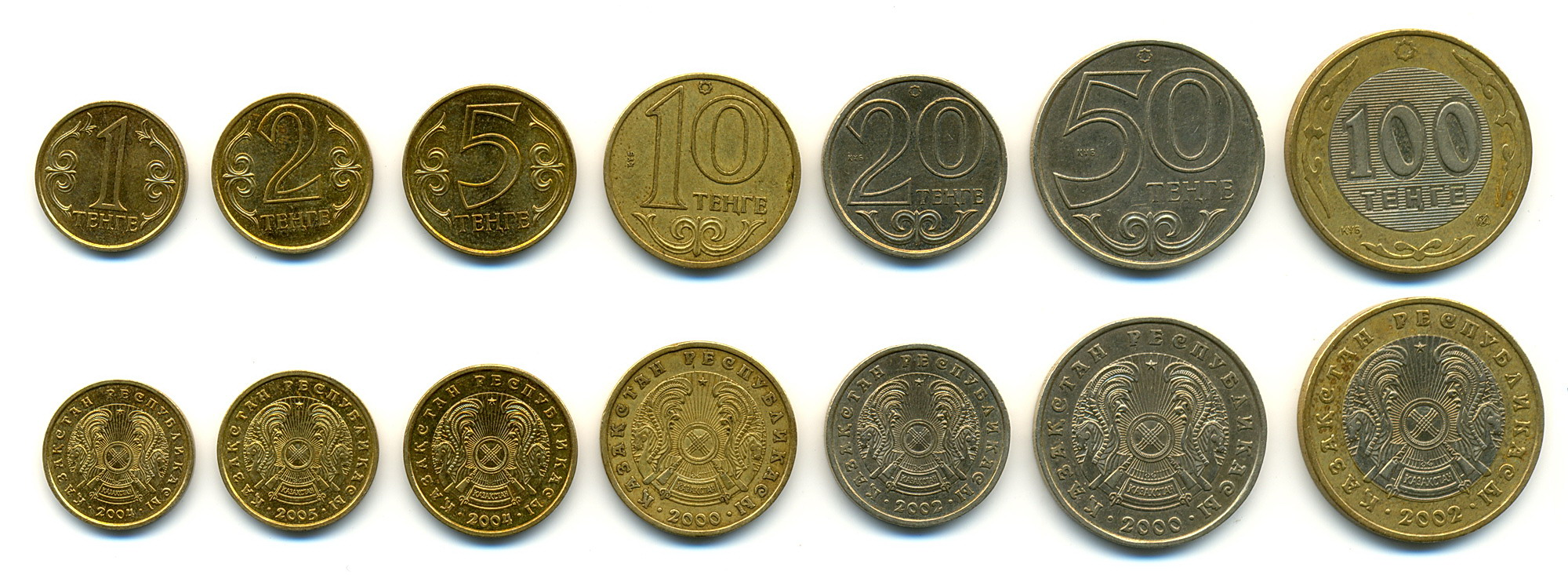
Tenge Münzen

Der kasachische Tenge wurde am 15. November 1993 als Nationalwährung eingeführt und löste den russischen Rubel ab.
1995 wurde ein neues Bankengesetz in das Bürgerliche Gesetzbuch der Republik Kasachstan aufgenommen, welches die Rolle der Nationalbank regelt.
Am 13. November 1997 wurde das Museum der Nationalbank in Almaty eröffnet. Dort befindet sich eine Sammlung von historischen Banknoten und Münzen. Das Museum veranstaltet regelmäßig Ausstellungen, welche sich mit dem kasachischen Bankensystem und der Währung in Kasachstan befassen.

## Aufgaben
Das Hauptziel der Nationalbank ist es, die Preisstabilität in der Republik Kasachstan zu gewährleisten. Um dieses Ziel zu erreichen, ist sie mit folgenden Aufgaben beauftragt:
- Entwicklung und Umsetzung der staatlichen Geldpolitik
- Gewährleistung des Funktionierens der Zahlungssysteme
- Umsetzung devisenrechtlicher Bestimmungen und Devisenkontrolle
- Förderung der Stabilität des Finanzwesens
- Regulierung, Kontrolle und Überwachung des Finanzmarktes, der Finanzinstitute und anderer Parteien
- Gewährleistung der Rechte und der berechtigten Interessen der Konsumenten von Finanzdienstleistungen
- Statistische Tätigkeiten

Beim Ausführen ihrer Aufgaben soll die Nationalbank nicht von der Absicht, Gewinne zu erzielen, gelenkt werden. Sie soll nicht mit Geschäftsbanken oder anderen Kreditinstituten konkurrieren.

## Leitung
Präsidenten der Kasachischen Nationalbank:
| Nr. | Name                 | Lebensdaten | Amtszeit (Beginn) | Amtszeit (Ende)   |
| --- | -------------------- | ----------- | ----------------- | ----------------- |
| 1   | Ghalym Bainasarow    | * 1944      | 20. Januar 1992   | 20. Dezember 1993 |
| 2   | Däulet Sembajew      | 1935–2021   | 20. Dezember 1993 | 10. Januar 1996   |
| 3   | Oras Schandossow     | * 1961      | 10. Januar 1996   | 20. Februar 1998  |
| 4   | Qadyrschan Dämitow   | * 1959      | 23. Februar 1998  | 13. Oktober 1999  |
| 5   | Grigori Martschenko  | * 1959      | 13. Oktober 1999  | 6. Januar 2004    |
| 6   | Änuar Säidenow       | * 1960      | 26. Januar 2004   | 21. Januar 2009   |
| 7   | Grigori Martschenko  | * 1959      | 21. Januar 2009   | 1. Oktober 2013   |
| 8   | Qairat Kelimbetow    | * 1969      | 1. Oktober 2013   | 2. November 2015  |
| 9   | Danijar Aqyschew     | * 1976      | 2. November 2015  | 26. Februar 2019  |
| 9   | Jerbolat Dossajew    | * 1970      | 26. Februar 2019  | 3. Februar 2022   |
| 10  | Ghalymschan Pirmatow | * 1972      | 3. Februar 2022   | amtierend         |

## Weiterführende Literatur
- Marie-Carin Gumppenberg, Udo Steinbach: Zentralasien: Geschichte, Politik, Wirtschaft C. H. Beck Verlag, München 2005, ISBN 978-3-406-51113-4.
- Jutta Falkner, Klaus Leger: Deutsch-Kasachisches Wirtschaftsjahrbuch 2013/2014 OWC-Verlag für Aussenwirtschaft GmbH, Münster, ISBN 978-3-937992-20-4.
- Jutta Falkner, Klaus Leger: Deutsch-Kasachisches Wirtschaftsjahrbuch 2012/2013 OWC-Verlag für Aussenwirtschaft GmbH, Münster 2012, ISBN 978-3-937992-20-4.